# Cheiromycina
Cheiromycina is een geslacht van korstmossen behorend tot de familie Malmideaceae. De typesoort is Cheiromycina flabelliformis.

## Soorten
Volgens Index Fungorum bevat het geslacht vier soorten (peildatum maart 2022):
| Soortnaam                   | Auteur(s)            | Publicatiejaar |
| --------------------------- | -------------------- | -------------- |
| Cheiromycina flabelliformis | B. Sutton            | 1986           |
| Cheiromycina globosa        | Aptroot & Schiefelb. | 2003           |
| Cheiromycina petri          | D. Hawksw. & Poelt   | 1990           |
| Cheiromycina reimeri        | Printzen             | 2007           |